# Doktrin
Eine Doktrin (von lateinisch doctrina ‚Lehre‘) ist ein System von Ansichten und Aussagen, das oftmals den Anspruch hat, allgemeine Gültigkeit zu besitzen.
Im politischen Sprachgebrauch wird die Doktrin als politische Leitlinie der Regierung aufgefasst. Sie wird einseitig von dieser erklärt und stellt kein völkerrechtliches Dokument dar. Bekannt sind vor allem die außenpolitischen Doktrinen der US-amerikanischen Präsidenten und in den ehemaligen realsozialistischen Staaten der Marxismus-Leninismus als Staatsdoktrin.
In seiner religionsphilosophischen Schrift Die Religion innerhalb der Grenzen der bloßen Vernunft formulierte Immanuel Kant 1793 seinen Übergang von der Kritik zur Doktrin.

## Beispiele
- Monroe-Doktrin (1823) zur politischen Isolation und zum Interventionsverbot der USA
- Calvo-Doktrin (1868) zum Verzicht ausländischer Investoren auf das diplomatische Schutzrecht
- Drago-Doktrin (1907) zum Verbot der Gewaltanwendung zur Eintreibung von Staatsschulden
- Hoover-Stimson-Doktrin (1932) zur Verurteilung der japanischen Okkupation der Mandschurei
- Yoshida-Doktrin (um 1946) zur japanischen Außenpolitik
- Truman-Doktrin (1947) zum weltweiten Kampf gegen den Totalitarismus
- Hallstein-Doktrin (1955) zur Verhinderung der Anerkennung der DDR
- Eisenhower-Doktrin (1957) zur Ermächtigung, gegen eine kommunistische Aggression mit allen zur Verfügung stehenden Mitteln (also auch der Verwendung von Atomwaffen) vorzugehen
- Europa der Vaterländer (um 1960) zur Beibehaltung von Nationalstaaten als Leitlinie der europäischen Integration
- Ulbricht-Doktrin (1967) zur Verhinderung der Anerkennung der Bundesrepublik Deutschland im Ostblock
- Breschnew-Doktrin (1968) zur „beschränkten Souveränität“ der sozialistischen Staaten, abgelöst 1989 durch Gorbatschows Sinatra-Doktrin
- Nixon-Doktrin (1969) zur US-amerikanischen Außenpolitik in Asien mit Blick auf Vietnam
- Carter-Doktrin (1980), militärische Drohgebärde von US-Präsident Jimmy Carter an die UdSSR nach der sowjetischen Invasion in Afghanistan
- Reagan-Doktrin (1985) zur US-Außenpolitik der 1980er Jahre und Stellvertreterkriegen
- Bush-Doktrin (auch Wolfowitz-Doktrin genannt, 2002) zur generellen Interventionsmöglichkeit, um präventive Militäreingriffe bei lediglich vermuteter Sicherheitsgefährdung durchzuführen
- Die Essential-Facilities-Doktrin (erstmals 1912 angewandt) ist eine aus dem US-Recht stammende wirtschaftspolitische Doktrin zur erzwungenen Einräumung von Lizenzen und Nutzungsrechten zum Erhalt des Wettbewerbs bei marktbeherrschenden Unternehmen.
- Verschiedene Finanzdoktrinen befassen sich mit der Rettung von Staaten oder Unternehmen in der Krise:
  - Bail-out-Politik als allgemeiner Begriff für die Rettung bedrohter Staaten, Kommunen oder Unternehmen
  - Too Big to Fail für die Rettung als systemrelevant angesehener Unternehmen oder Gebietskörperschaften in der Krise
  - Lender of last resort als Rettungsinstitution, die noch hilft, wenn andere Gläubiger dazu nicht mehr bereit sind.